# 335 p.n.e.
| [ Edytuj tabelę ] | |
| Władca Chin       | - 369 p.n.e. Xianwang 321 p.n.e.                                                                   |
| Król Epiru        | - 342 p.n.e. Aleksander I 330 p.n.e.                                                               |
| Tyran Heraklei    | - 337 p.n.e. Dionizjusz Dobry 305 p.n.e.                                                           |
| Król Ilirii       | - 358 p.n.e. Grabos 335 p.n.e. - 358 p.n.e. Klejtos 335 p.n.e. - 335 p.n.e. Bardylis II 295 p.n.e. |
| Król Macedonii    | - 336 p.n.e. Aleksander Wielki 323 p.n.e.                                                          |
| Władca Persji     | - 336 p.n.e. Dariusz III 330 p.n.e.                                                                |
| Król Sparty       | - 370 p.n.e. Kleomenes II 309 p.n.e. - 338 p.n.e. Agis III 331 p.n.e.                              |
| Król Sydonu       | - 343 p.n.e. Abdasztart II 332 p.n.e.                                                              |
| Król Syngalezów   | - 367 p.n.e. Mutasiva 307 p.n.e.                                                                   |
| Król Tyru         | - 349 p.n.e. Azemilk 332 p.n.e.                                                                    |

Rok 335 p.n.e.
stulecia: V wiek p.n.e. ~
IV wiek p.n.e. ~
III wiek p.n.e.

lata: 345 p.n.e. «
339 p.n.e. «
338 p.n.e. «
337 p.n.e. «
336 p.n.e. «
335 p.n.e. »
334 p.n.e. »
333 p.n.e. »
332 p.n.e. »
331 p.n.e. »
325 p.n.e.

## Wydarzenia
- Arystoteles założył szkołę filozoficzną w Atenach (Liceum)
- Aleksander Wielki zrównał z ziemią zbuntowane Teby (oszczędzając jedynie dom Pindara), a prawie wszystkich mieszkańców sprzedał w niewolę
- Rzymianie zdobyli miasto Cales, stolicę plemienia Aurunków, z którymi prowadzili wojny przez blisko 200 lat

## Urodzili się
- Zenon z Kition, filozof grecki, twórca stoicyzmu (data sporna lub przybliżona) (zm. ok. 263 p.n.e.)